# 谢邦选
谢邦选（1914年8月6日—2005年10月15日），四川省南部县人。中华人民共和国政治人物。

## 生平
1931年参加四川地方武装革命。1933年，参加中国工农红军。1934年3月，加入中国共产党。第一次国共内战时期，历任四川省阆南县十二区独立连连长、独立营营民，红四方面军三十一军九十一师二七三团二营营部书记，四川省长胜、恩阳县第四路指挥部参谋，川陕省军区秘书长，金川军区秘书长，西康中阿坝第一区委书记，甘肃省章县军事部参谋、秘书等，参加了川陕苏区反六路围攻和红四方面军长征。1936年后，历任中共中央党校总务处事务科长、医务所长，延安中央干部休养所所长，中共中央办公厅行政处行政科、修建科科长，河北石家庄新中国经建公司办公室主任等职。
中华人民共和国成立后，历任北京新中国供销社经理，中央财委机关企业局企业处处长，中央建筑指导委员会办公室副主任，北京市手工业管理局副局长，全国手工业总社监事会副主任兼全国手工业合作总社办公厅主任等职务。1965年，任国务院机关事务管理局副局长，1982年离职休养。离休后享受副部长级医疗、住房待遇。1983年起，任中国工业合作协会副理事长。1988年中国工业合作协会召开第二次理事大会，他继续当选副理事长。他是第五届全国政协委员。
2005年10月15日，谢邦选在北京病逝。